# Kolarstwo na Letnich Igrzyskach Olimpijskich 1920 – jazda drużynowa na czas mężczyzn
Jazda drużynowa na czas mężczyzn była jedną z konkurencji kolarskich na Letnich Igrzyskach Olimpijskich 1920. Zawody odbyły się w dniu 13 sierpnia. W zawodach uczestniczyło 44 zawodników z 11 państw.

## Wyniki
Do stworzenia klasyfikacji w tej konkurencji posłużyły wyniki uzyskane w konkurencji indywidualnej.
| Miejsce | Ekipa             | Czas       |
| ------- | ----------------- | ---------- |
| 1       | Francja           | 19:16:43,4 |
| 2       | Szwecja           | 19:23:10,0 |
| 3       | Belgia            | 19:28:44,4 |
| 4       | Dania             | 19:53:32,2 |
| 5       | Włochy            | 20:24:44,0 |
| 6       | Holandia          | 20:28:39,2 |
| 7       | Stany Zjednoczone | 21:32:36,6 |
| 8       | Norwegia          | 21:35:11,8 |
| 9       | Czechosłowacja    | 22:10:01,8 |
| 10      | Wielka Brytania   | DNF        |
| 11      | Kanada            | DNF        |